# Kartal (Klapper)

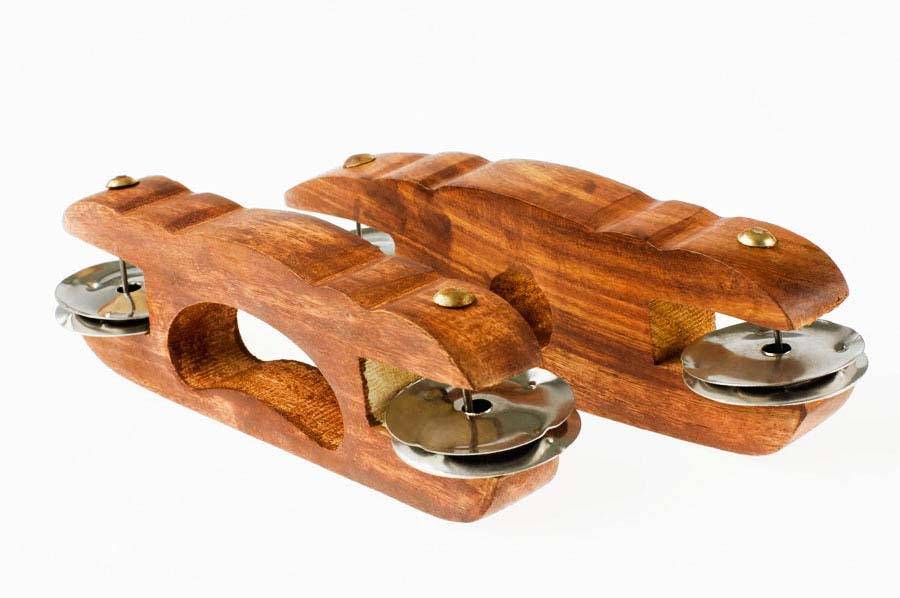
Kartal mit Zimbeln. Die Holzklappern werden mit einer Hand gehalten und an den flachen Unterseiten zusammengeschlagen.

Kartal, kartāl, auch khartal, kartala, khartala, kartar, sind gemäß der allgemeinen Bedeutung des aus dem Sanskrit in die nordindischen Sprachen gekommenen Wortes in der Hand gehaltene Perkussionsinstrumente, die in der indischen Musik gespielt werden. In den meisten Regionen werden mit kartal paarweise in jeder Hand gehaltene, hölzerne Klappern unterschiedlicher Formen bezeichnet. In Bengalen und Odisha sind kartal mittelgroße Handzimbeln, die ansonsten in Indien tal genannt werden. Kartal werden meist zur rhythmischen Akzentuierung und Taktgebung bei religiösen Liedern (bhajan und kirtan) und bei Volkstänzen verwendet.

## Herkunft

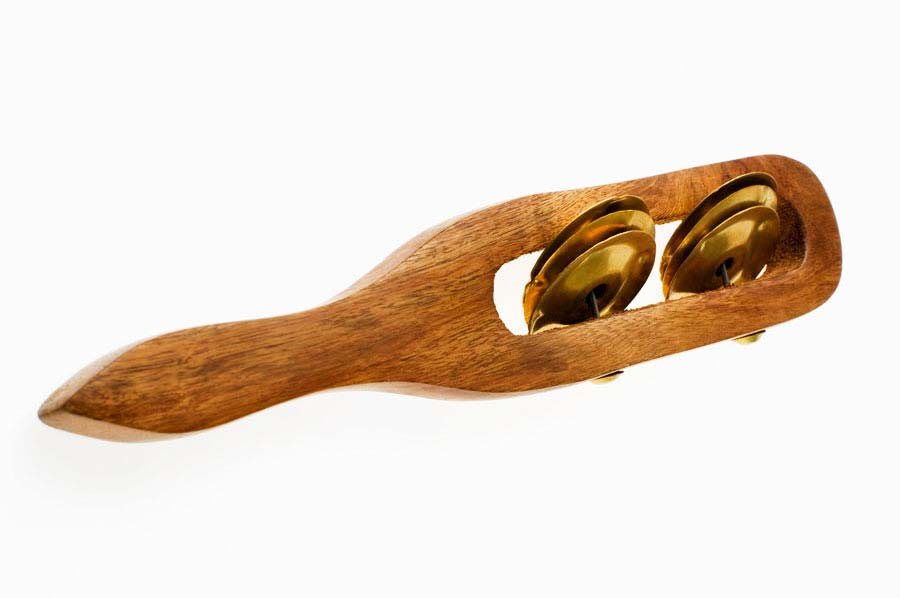
Die kartal mit Handgriff und Zimbeln gehört zu den Reihenrasseln.

Unabhängig von ihrem Material gehören kartal nach der Art ihrer Tonproduktion zu den Gegenschlagidiophonen; in der indischen Instrumentenklassifikation werden sie der entsprechenden Gruppe der ghana vadya (aus Sanskrit ghana, „fest“ und vadya, „Musikinstrument“) zugerechnet. Idiophone sind die einfachsten und ältesten Musikinstrumente und bringen in ihrer Mehrzahl keine bestimmbare Tonhöhe hervor. Die einfachsten indischen Idiophone sind Gegenschlagplatten, beispielsweise zwei Steine, die Bettler gegeneinander schlagen oder Schlagstäbe aus Holz oder Bambus, die bei Tänzen und zur Liedbegleitung verwendet werden. Im Norden heißen diese Holzstäbe dandi, danda (Hindi, „Stock“, „Stab“) oder car, im Süden gehören die entsprechenden Holzstäbe kolu zum Tanz kolattam („Stöckchentanz“). Eine zu kartal analoge Wortbildung ist dhantal (etwa „Stab-Rhythmus“) für eine als Perkussionsinstrument angeschlagene Eisenstange, die hauptsächlich von der indischstämmigen Bevölkerung in der Karibik verwendet wird.
In Südindien werden manchmal unter dem Namen kartala zwei Holzplatten von etwa 15 Zentimetern Durchmesser verstanden, die wie Tischtennisschläger Handgriffe besitzen. Auf Telugu heißen diese Platten chekku (Plural chakkalu) und unter anderem auf Braj-Bhakha rai gidgidi (auch ram gidgidi). Der Spieler hält beide Platten mit einer Hand an den Griffen und sorgt mit dem Zeigefinger für etwas Abstand zwischen den Platten, die er gegen die Innenfläche der anderen Hand schlägt. Die chekkai in Tamil Nadu sind längliche Holzplatten, die auf dieselbe Weise verwendet werden und einen dumpfen Klang erzeugen.
Eine Verbindung zweier separater Stäbe ist die aus einer Grillzange entwickelte chimta, die teilweise mit Reihen von Zimbelplättchen ausgestattet ist und im Nordwesten Indiens und in Pakistan vorkommt. Ein einfacheres zangenförmiges Instrument, das nicht aus Metall, sondern aus Bambus besteht, ist im nordostindischen Bundesstaat Assam als toka (tokka, thorkha) bekannt. Die übliche Form der toka ist eine 30 bis 90 Zentimeter lange, geschlitzte Bambusröhre.

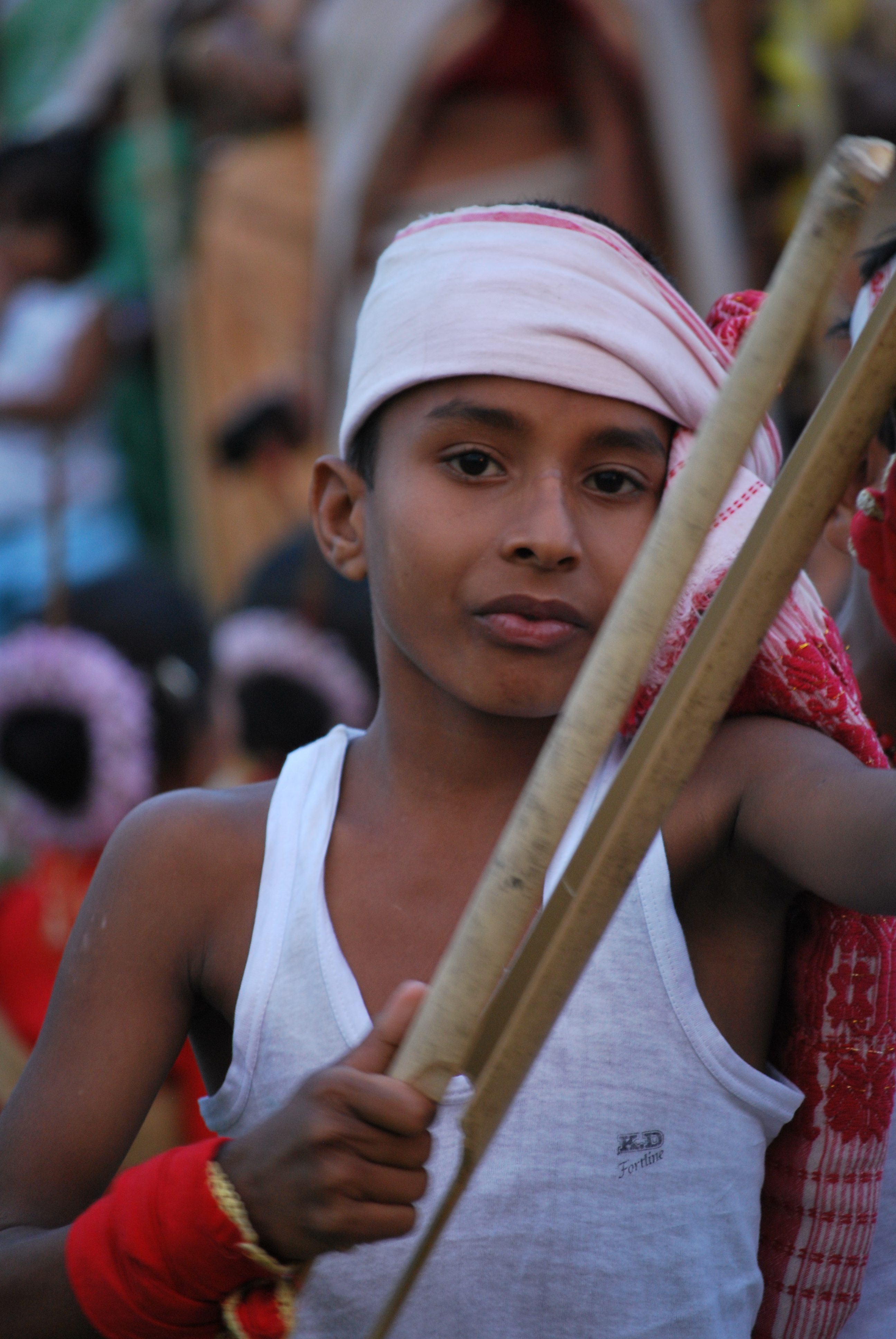
Bambuszange toka in Assam

Zimbeln sind kreisrunde, ausgebogene Platten, die flächig oder an den Kanten gegeneinander geschlagen werden und sich meist auf eine definierbare Tonhöhe stimmen lassen. Die indischen Zimbeln heißen allgemein im Norden tal und im Süden talam, abgeleitet von Sanskrit tāla („Handfläche“, „schlagen“, „Metrum“). Nach ihrer musikalischen Verwendung als Taktgeber für die rhythmische Struktur (tal) gehören sie zu den tala vadya („Rhythmus-Instrumenten“). Es gibt sie in unterschiedlichen Größen und Formen, von wenige Zentimeter großen flachen Schalen, die mit einer kurzen Schnur verbunden sind, mittelgroßen Handzimbeln wie dem elathalam in Kerala bis zu großen Paarbecken, von denen die bartal in Assam mit Durchmessern bis zu etwa 60 Zentimetern die größten sind. Häufig werden Paarbecken generell oder jede Art von metallischen Gegenständen, die mit beiden Händen gegeneinander geschlagen werden, kartal genannt. Das Wort kartal ist aus Sanskrit kara, das unter anderem mit „Hand“ übersetzt wird, und tal zusammengesetzt. Die naheliegende Bedeutung „Handperkussion“ des einheimischen Wortes macht eine etymologische Herleitung von akkadisch katral, dessen Bedeutung nicht ganz klar ist, und von altgriechisch krotala („Klapper“) überflüssig.
Im altindischen Shukla Yajurveda („Weißes Yajurveda“) werden Händeklatscher (panighna) als eigene Musikergruppe erwähnt. Die danda genannten, hölzernen Schlagstäbe, die bis 50 Zentimeter lang sind, und aus Metall gegossene Zimbeln sind aus altindischer Zeit von Reliefabbildungen sowie aus der Sanskritliteratur bekannt, auch wenn die zahlreichen Instrumentennamen sich nicht in jedem Fall eindeutig einem Instrumententyp zuordnen lassen. Einer der ältesten Namen für Zimbeln, der im Rigveda und Atharvaveda vorkommt, ist aghati. Auf einem Siegel aus der mesopotamischen Stadt Ur, das auf etwa 2800 v. Chr. datiert wird, ist ein kleines Tier dargestellt, das wohl ähnliche Klappern spielt, wie sie heute in den Vereinigten Staaten als bones bekannt sind. Einige Funde aus der Industalkultur (3. und 2. Jahrtausend v. Chr.) werden als Klappern gedeutet, mit denen vielleicht beim Tanz der Rhythmus betont wurde. In der mittelalterlichen Sanskritliteratur werden Klappern aus Holz oder Bambus, von denen je zwei in einer Hand gehalten werden, als kamra bezeichnet.

## Bauform und Spielweise

### Stabklappern und Plattenklappern

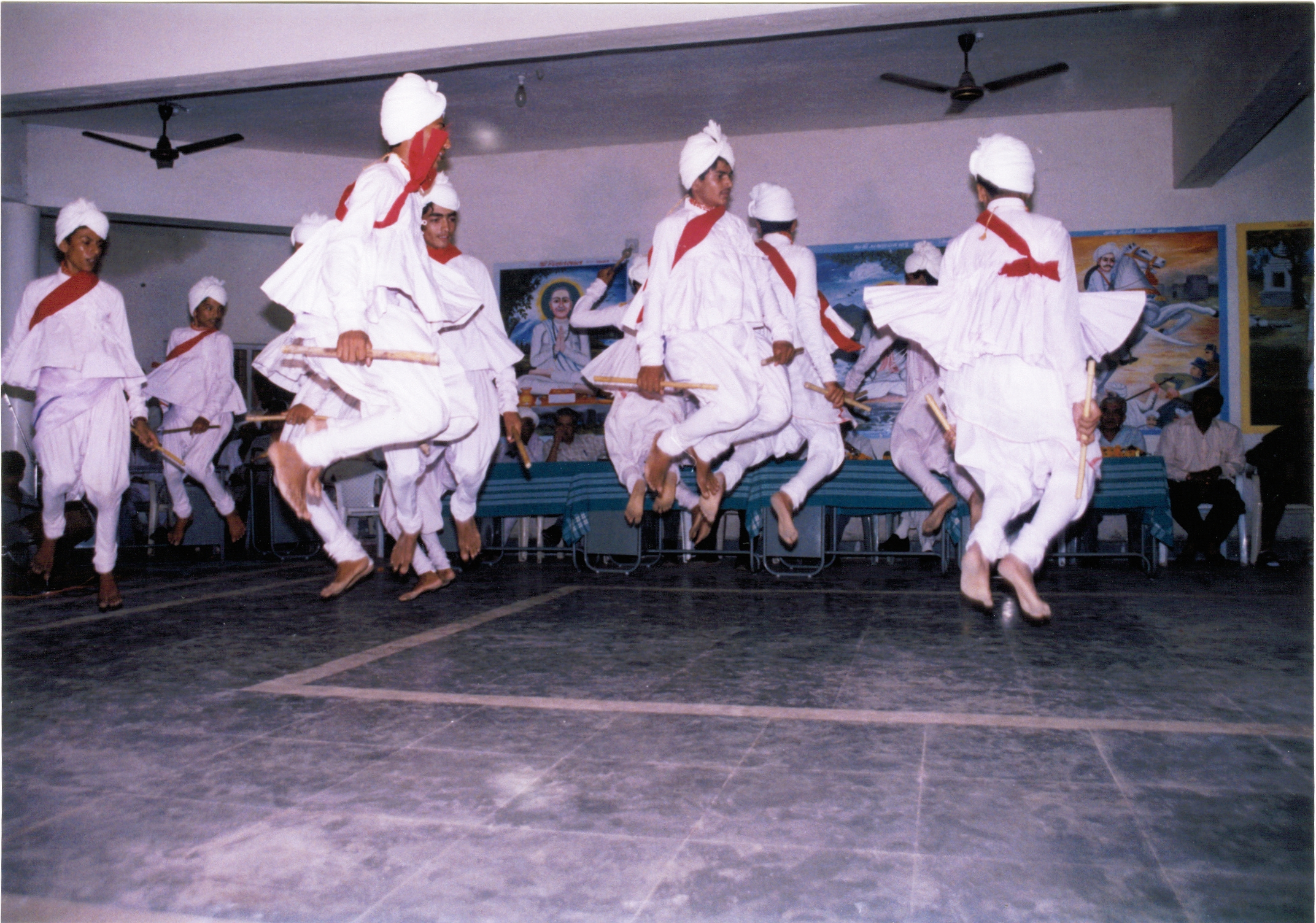
Tänzer der Mer aus Kathiawar, Gujarat, führen den Stocktanz Dandia Raas auf.

Die einfachsten kartal in Nordindien sind dünne, flache Plattenklappern (oder Brettchenklappern) mit 15 bis 20 Zentimeter Länge und etwa 5 Zentimeter Breite, die paarweise in jeder Hand gehalten und zwischen den Fingern zusammengeschlagen werden. Die Ecken sind abgerundet. Sie können äußerst virtuos, gelegentlich als führendes Instrument von einer Trommel begleitet gespielt werden.
Etwa 60 Zentimeter lang sind die den danda entsprechenden, geraden Holzstäbe kathi, die Jungen der unteren Kasten beim Stabtanz Kathi Nacha in den Distrikten Mayurbhanj und Balangir im ostindischen Bundesstaat Odisha verwenden. Die jugendlichen Tänzer stellen sich in einer Reihe auf, halten in jeder Hand einen Stab, mit dem sie auf die Stäbe der anderen schlagen, begleitet von zwei oder mehr Sängern und dem Rhythmus der Fasstrommel madal. Ein Tanz mit Stelzen, den Kuhhirten mancherorts an der Küste von Odisha aufführen, heißt ebenfalls Kathi Nacha.
Im westindischen Gujarat wird beim mehrtägigen Jahresfest Navaratri, welches der Verehrung der Göttin Durga gewidmet ist, der Stocktanz Dandia Raas aufgeführt. Jede Tänzerin imitiert mit zwei geraden Stöcken von gut 40 Zentimetern Länge ein Gefecht zwischen Durga und ihrem Widersacher, dem Büffeldämon Mahishasura, wobei die Stöcke das Schwert Durgas symbolisieren. Männliche Tänzer der Mer (auch Maher), einer Kastengruppe auf der Halbinsel Kathiawar, führen eine besonders energiegeladene Variante des Dandia-Raas-Tanzes auf.
In Tamil Nadu heißen die flachen, länglichen Klappern kattai. Zum Vortrag der erzählenden Volksliedgattung villu pattu bei manchen Tempelfesten in Tamil Nadu und Kerala gehört der lange Musikbogen villady vadyam, dessen eine Saite vom Vorsänger und bis zu fünf Begleitern mit Stöckchen geschlagen wird. Am lautesten ertönt die zweifellige Sanduhrtrommel udukkai, während die Zimbeln talam oder jalra und die hölzernen Klappern daru talam oder kattai zusammen mit den Schlägen auf den Musikbogen den Takt einhalten.
In Rajasthan werden von den Kastengruppen Manganiyar und Langa paarweise in jeder Hand geschlagene Holzbrettchen raigidgidi (rai gidgidi oder kartal) genannt. Zur Liedbegleitung spielen die Manganiyar die gestrichene Schalenhalslaute kamaica, das indische Harmonium, die Fasstrommel dholak, die Maultrommel morchang und Holzklappern. Das große Instrumentarium der Manganjikar umfasst ferner die Kastenzither swarmandal, die Doppelklarinette murli und den Tontopf ghara. Damit spielen sie in einem Ensemble für ihre Auftraggeber bei religiösen Anlässen und Familienfeiern.
Im 1918 veröffentlichten Katalog der amerikanischen Musikinstrumentensammlung Stearns Collection werden als khattala oder khattali bezeichnete Eisenplatten von 1,5 Zentimetern Stärke erwähnt, die paarweise mit einer Hand geschlagen wurden. Die rechteckigen Eisenplatten waren 15 bis 20 Zentimeter lang. Khattala oder chakra hießen früher auch kreisrunde, leicht gewölbte Holzklappern (Kastagnetten).

### Einseitig flache Klappern mit und ohne Zimbeln
Etwa 15 bis 30 Zentimeter lang sind Klappern aus einem etwas dickeren Holz oder heute auch aus Plastik, die an der Innenseite flach und an der Außenseite gerundet sind. Sie werden an Metallösen oder Lederstreifen, die in der Mitte der Außenseite angebracht sind oder an Fingerlöchern einzeln in den Händen gehalten und mit den flachen Seiten zusammengeschlagen. Bei den meisten ist an beiden Enden ein Schlitz eingesägt, in dem an Metallstiften jeweils zwei dünne Bronzescheiben lose befestigt sind. In Maharashtra heißt dieser Typ auf Marathi ciplya, chipalya oder catkula (chatkula), in Südindien cipla und im pakistanischen Bundesstaat Sindh caprun. Andere Namen für eine längliche Variante dieses Typs lauten auf Tamil cekkai in Tamil Nadu und für eine kreisrunde Variante auf Telugu cekkalu in Andhra Pradesh. In der älteren Literatur werden kleinere Klappern als kustar oder chittika und größere als kartal erwähnt.
Bhajana cekkalu sind Holzklappern mit Zimbeln in Andhra Pradesh, die rund, länglich oder manchmal in Gestalt eines Fisches elegant geschwungen sein können. Der Spieler schlägt zwei dieser Klappern zwischen Daumen und den übrigen Fingern zusammen. Der Namenszusatz bhajana verweist auf den Einsatz der Klappern bei religiösen Liedern. Das Singen von bhajans ist eine Art der Verehrung (puja) eines personalisierten Gottes, die häufig an den landesweit beliebten Krishna gerichtet ist. In Südindien können die Lieder von einer Violine oder einem Harmonium, welche der Melodielinie folgen, begleitet sein. Für den Bordun sorgen die Langhalslaute tanpura oder eine shruti box; Rhythmus und Takt steuern wahlweise die Doppelkonustrommel mridangam oder das Kesseltrommelpaar tabla sowie die Rahmentrommel kanjira, Zimbeln und Klappern bei.
Einzelne Straßensänger, die in Nordindien religiöse Lieder vortragen, begleiten sich idealerweise mit der einsaitigen Zupflaute ektara in der einen Hand und kartal oder einer zangenförmigen chimta in der anderen Hand. Die Sänger zupfen die Saite der ektara fortwährend mit einer Hand als Bordunton, während sie mit der anderen Hand zwei große Holzklappern mit Handgriffen und Zimbeln zusammenschlagen.
Einer von vielen Gesangsstilen in Karnataka sind die philosophisch-erzählerischen Lieder tatva, die von einem Sänger oder einer Sängerin solistisch vorgetragen werden und je nach Begleitinstrument unter verschiedenen Namen bekannt sind. Die ektari mela sind Lieder, die von der einsaitigen Bordunlaute ektari begleitet werden. Bei den tamburi mela sorgt die viersaitige Langhalslaute tanpura für den Bordunklang. Als rhythmische Begleitung kommen jeweils die Rahmentrommel damdi und als Taktgeber die Holzklapper citike hinzu.
In der devotionalen Liedgattung der Sikhs, shabad kirtan, werden Verse aus der heiligen Schrift Adi Granth vorgetragen. Die üblichen Begleitinstrumente sind tabla und Harmonium, gelegentlich ergänzt durch die Saiteninstrumente sarangi, sarinda, taus, tanpura, ferner durch die Trommeln dholak und dhadd sowie kartal.
In Assam sind kartal selten. Sie werden ebenso wie die großen Paarbecken bartal und eine Reihe weiterer, unterschiedlich großer Zimbeln zur Begleitung von Tänzen und in der religiösen Musik der Anhänger der vishnuitischen Glaubensrichtung verwendet. Die assamesischen kartal bestehen aus zwei Paaren von 15 bis 20 Zentimeter langen und etwa 8 Zentimeter breiten Bambusstreifen, die durch Spalten eines Bambusrohrs in vier Teile hergestellt werden. An den Enden werden die Streifen etwas verjüngt, so dass sie den hiesigen Weberschiffchen ähneln. Der Musiker hält die kartal in jeder Hand paarweise zwischen Daumen und den übrigen Fingern. Im Gebiet Bodoland heißen große Holzklappern mit in mehrere Öffnungen eingesetzten Zimbelpaaren jabakhring.

### Zimbeln

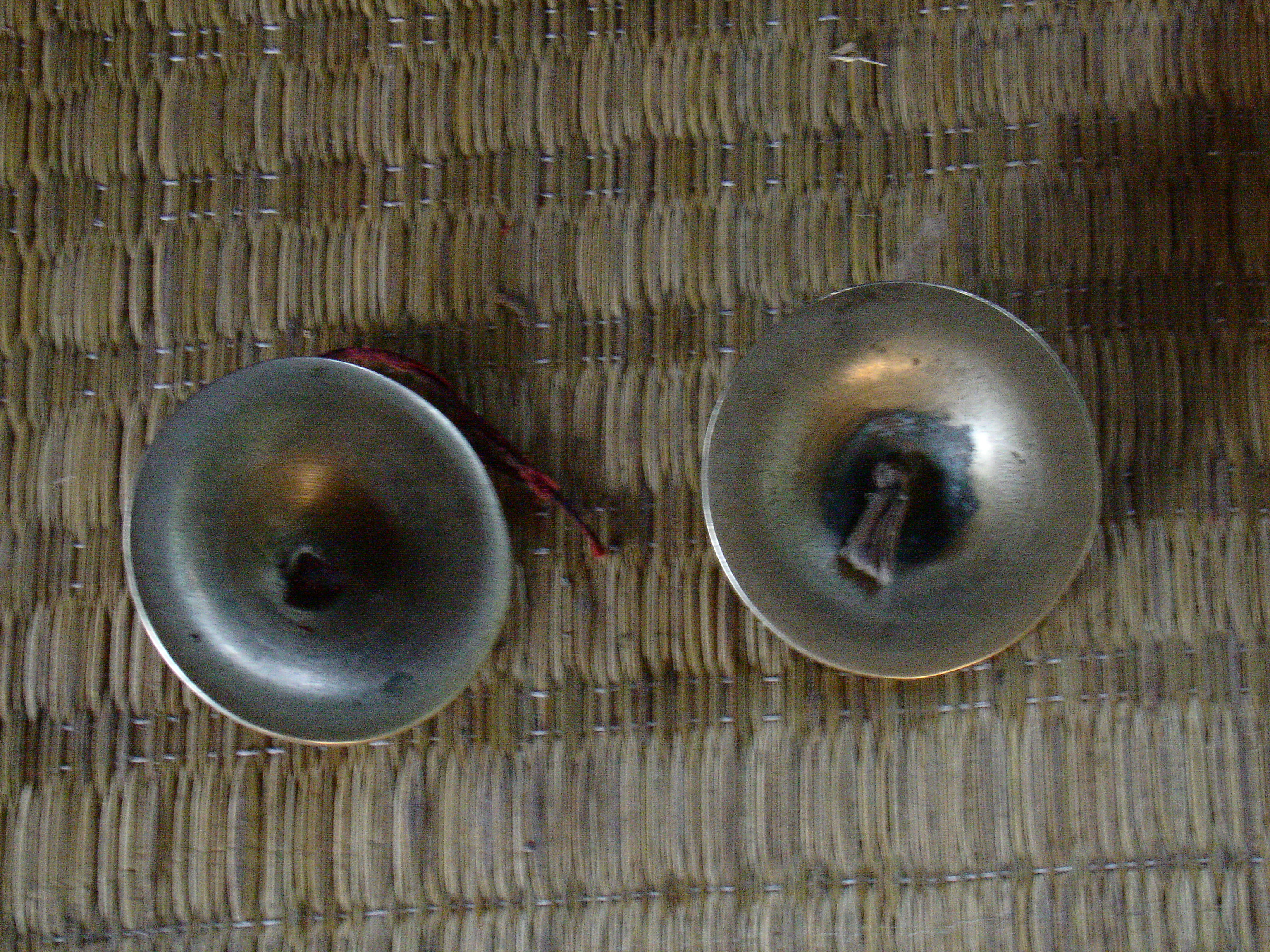
Zimbeln kartal in Westbengalen

In Westbengalen und Odisha werden mit kartal oder gini mittelgroße Handzimbeln aus Bronze (Glockenmetall) bezeichnet, die in der Mitte gebuckelt sind und einen flachen Rand besitzen. Ihr Durchmesser beträgt acht bis zehn Zentimeter bei einer Wandstärke von zwei Millimetern. Wie die nordindischen tal sind beide Teile durch eine Schnur miteinander verbunden. Zur Unterscheidung heißen hier die üblichen Holzklappern mit Metallscheiben an beiden Enden kath kartal.
Neben der nordindischen und der südindischen klassischen Musik gilt der auf Ragas basierende Vokalstil Odishas als eigenständiger klassischer Stil (Odissi-Musik). Die Solosänger werden außer vom Borduninstrument tanpura melodisch von einem Harmonium und häufig von einer Violine begleitet. Charakteristisch für die Odissi-Musik ist die rhythmische Begleitung durch eine Doppelkonustrommel mardala (schlanker als die südindische maddale). Zimbeln markieren den Takt.
Allgemein werden die bei Meditationsübungen und religiösen Gesängen verwendeten Zimbeln häufig karatalas genannt.